# لياندرو ايمانويل مارتينيز
لياندرو ايمانويل مارتينيز (بالإسبانية: Emmanuel Martinez)‏ (4 يونيو 1994 في الأرجنتين - ) هو لاعب كرة قدم أرجنتيني في مركز الهجوم. لعب مع سان مارتين دي سان خوان.

## وصلات خارجية
- لياندرو ايمانويل مارتينيز على موقع قاعدة بيانات كرة القدم.إي يو (الإنجليزية)
- لياندرو ايمانويل مارتينيز على موقع Soccerway.com (الإنجليزية)